# La La Land (chanson de Green Velvet)
Pour les articles homonymes, voir La La Land.
La La Land est une chanson de musique électronique de 2001 écrite, composée et interprétée par Green Velvet.

## Écriture et signification
Cette chanson parodie le comportement d'un raver toxicomane. Plus précisément, Curtis Jones écrit cette chanson afin d'aider un de ses amis à prendre conscience qu'il doit arrêter de se droguer.

## Réception
Dans Billboard daté du 8 septembre 2001, le chroniqueur Michael Paoletta voit La La Land comme un mélange entre les chansons de Kraftwerk et celles de Talking Heads, ce qui confère un tour particulièrement hypnotique à ce morceau aux accents electro-funk.

## Classements
En septembre et octobre 2001, La La Land est classé pendant sept semaines parmi les meilleures ventes belges, atteignant le 22e rang de l'Ultratop ; toujours en Belgique, il se hisse à la 5e place du classement dance, où il reste neuf semaines. En mai 2002, le single se positionne en 29e place du hit parade britannique.